# لعويرات (لكطيبات)
لعويرات هو دُوَّار يقع بجماعة الغيات، إقليم آسفي، جهة مراكش آسفي في المملكة المغربية. ينتمي الدوّار لمشيخة لكطيبات التي تضم 9 دواوير. يقدر عدد سكانه بـ 400 نسمة حسب الإحصاء الرسمي للسكان والسكنى لسنة 2004.

## روابط خارجية
- البوابة الوطنية للجماعات الترابية نسخة محفوظة 12 مارس 2018 على موقع واي باك مشين.
- المندوبية السامية للتخطيط